# Bristol Rovers
Der Bristol Rovers Football Club ist ein englischer Fußballverein in Bristol. Der Verein spielt aktuell in der EFL League Two, der vierthöchsten englischen Spielklasse. Die Pirates bestreiten ihre Heimspiele im Memorial Stadium.

## Geschichte
Der Verein wurde 1883 unter dem Namen The Black Arabs gegründet. Der Name wurde von einer Rugbymannschaft, die unter dem Namen The Arabs auf einem benachbarten Feld spielte, abgekupfert und wegen der schwarzen Jerseys um „Black“ ergänzt. Nachdem man kurzzeitig Eastville Rovers und Bristol Eastville Rovers hieß, gab man sich 1897 den heutigen Namen.
Ab 1899 nahmen die Bristol Rovers am Spielbetrieb in der Southern Football League teil und wurde 1920 Gründungsmitglied der Football League Third Division.
1953 gewann man erstmals den Meistertitel in der Third Division South. Bis 1962 blieb man in der Second Division, ehe man wieder abstieg. 1972 gelang der Sieg im Watney Cup, als man Sheffield United im Elfmeterschießen besiegte. Zwei Jahre später gelang als Tabellenzweiter der erneute Aufstieg in die Division Two, aus der man nach 7 Jahren allerdings wieder abstieg. 1989 stand man im Finale der Aufstiegsplayoffs, aber erst 1990 gelang der Wiederaufstieg. 1993 musste man aber wieder in die untere Liga, die wegen der Gründung der Premier League mittlerweile als Division Two firmierte.
1995 erreichte man erneut das Finale der Aufstiegsplayoffs, scheiterte allerdings. Ein Jahr später bezog man ein neues Stadion, das Memorial Stadium, das bis 1998 im Besitz von Bristol Rugby war.
2001 stiegen die Bristol Rovers in die Viertklassigkeit ab und ein Jahr später erreichte man mit dem 23. Platz in der Division Four die niedrigste Endplatzierung in der Geschichte des Vereins. Die Rückkehr in die nun Football League One genannte dritte englische Liga gelang nach dem Aufstieg in der Saison 2006/07, den die Mannschaft letztlich im Play-off-Finale gegen Shrewsbury Town mit einem 3:1-Sieg im Wembley-Stadion sicherstellen konnte.
2011 stiegen die Bristol Rovers nach einer schwachen Saison, welche sie auf dem 22. Platz beendeten, erneut in die Football League Two, die vierte englische Liga, ab. Fünf Jahre später konnten die Bristol Rovers dank einem besseren Torverhältnis im Vergleich zu Accrington Stanley wieder in die Football League One aufsteigen. Die Saison 2016/17 schlossen die Rovers solide auf dem 10. Platz ab.
Die Bristol Rovers beendeten die Saison 2024/25 in der EFL League One auf dem 22. Platz. Damit stiegen sie von der dritthöchsten in die vierthöchste englische Liga, die EFL League Two, ab.

## Trainer
- Alfred Homer (1899–1920)
- Ben Hall (1920–1921)
- Andrew Wilson (1921–1926)
- Joe Palmer (1926–1929)
- David McLean (1929–1930)
- Albert Prince-Cox (1930–1936)
- Percy Smith (1936–1937)
- Brough Fletcher (1938–1950)
- Bert Tann (1950–1968)
- Fred Ford (1968–1969)
- Bill Dodgin Sr. (1969–1972)
- Don Megson (1972–1977)
- Bobby Campbell (1977–1979)
- Harold Jarman (1979–1980)
- Terry Cooper (1980–1981)
- Bobby Gould (1981–1983)
- David Williams (1983–1985)
- Bobby Gould (1985–1987)
- Gerry Francis (1987–1991)
- Martin Dobson (1991)
- Dennis Rofe (1991–1992)
- Malcolm Allison (1992–1993)
- John Ward (1993–1996)
- Ian Holloway (1996–2001)
- Gerry Francis (2001)
- Garry Thompson (2001–2002)
- Ray Graydon (2002–2004)
- Ian Atkins (2004–2005)
- Paul Trollope (2005–2010)
- Dave Penney (2011)
- Paul Buckle (2011–2012)
- Mark McGhee (2012)
- John Ward (2012–2014)
- Darrell Clarke (2014–2018)
- Graham Coughlan (2018–2019)
- Ben Garner (2019–2020)
- Paul Tisdale (2020–2021)
- Joey Barton (2021–2023)
- Matt Taylor (2023–2024)
- Iñigo Calderón (2024–2025)
- Darrell Clarke (seit 2025)

## Frauenfußball
Der Bristol Academy Women’s Football Club (kurz: Bristol Academy WFC) besteht seit 1998. Der Verein unterhält enge Verbindungen mit den Bristol Rovers und der Bristol Academy of Sport. Die erste Mannschaft spielt in der FA Women’s Premier League National Division, der höchsten Spielklasse im englischen Frauenfußball.

### Geschichte
Vor der Vereinsgründung 1998 gab es bei den Bristol Rovers nur Mädchenfußball. Dies bedeutete, dass Spielerinnen, die das 16. Lebensjahr vollendeten, den Verein verlassen mussten. Um dies zu ändern, fusionierte man mit dem walisischen Verein Cable-Tel LFC. Durch diese Fusion erhielten der Bristol Rovers WFC, wie sich der Verein nun nannte, einen Platz in der South West Combination League, der dritthöchsten Spielklasse. Gespielt wurde auf dem Trainingsgelände der Bristol Rovers.
2001 wurde der Aufstieg in die zweite Liga geschafft. Im FA Women’s Cup erreichte man überraschend das Halbfinale und traf auf Arsenal London. Vor 3.000 Zuschauern, bis heute Clubrekord, unterlag man mit 3:0. Zwei Jahre später schaffte die Mannschaft den Aufstieg in die höchste Spielklasse. In der ersten Saison schaffte man mit Mühe den Klassenerhalt. Danach konnte man sich etablieren und schaffte zwei fünfte Plätze in Folge.
2003 und 2005 erreichte der Club erneut das Halbfinale im FA Women’s Cup. Beide Male verließ man als Verlierer den Platz. 2003 scheiterte man am FC Fulham, 2005 zog man gegen Charlton Athletic den Kürzeren. Erfolgreicher war man im Gloucestershire FA Women’s Challenge Cup, den man seit Vereinsgründung nur einmal nicht gewinnen konnte. 2004 unterlag man gegen Bristol City. Dies war die erste Niederlage gegen den Lokalrivalen.
Ab 2005 trug der Verein den Namen Bristol Academy. Durch die Namensänderung wollte man die Investitionen der Bristol Academy of Sport würdigen. Trotz des neuen Namens tragen die Spielerinnen weiterhin das Trikot der Bristol Rovers und werden auch weiterhin „The Gas Girls“ genannt. 2016 erfolgte die Umbenennung auf den Namen Bristol City Women’s Football Club.

### Erfolge
- FA-Women’s-Cup-Halbfinalist 2001, 2003, 2005
- Aufstieg in die FA Women’s Premier League National Division 2003